# Marquinhos Pedroso
Marcos Garbellotto Pedroso, genannt Marquinhos Pedroso, (* 4. Oktober 1993 in Tubarão) ist ein brasilianischer Fußballspieler. Der Linksfüßer wird in der Abwehr auf der linken Seite eingesetzt.

## Karriere
Marquinhos Pedroso startete seine Profilaufbahn beim Figueirense FC. Bei diesem schaffte er 2012 den Sprung in den Profikader. Am 24. Juni 2012 bestritt er sein erstes Spiel in der Série A. Im Spiel gegen den EC Bahia lief er von Beginn an auf. Danach saß er in der Saison mehrmals auf der Reservebank und kam in der Liga noch zu vier weiteren Einsätzen. In dem Jahr spielte er mit Figueirense das erste Mal auf internationaler Klubebene. In der Copa Sudamericana 2012 gab er am 22. August 2012 sein Debüt. Im Spiel gegen Atlético Goianiense stand er in der Startelf.
Für die Saison 2013 wurde Marquinhos Pedroso an den Guarani FC ausgeliehen. Mit dem Klub spielte er Spiele in der Staatsmeisterschaft von São Paulo und eines im Copa do Brasil. Eine weitere Leihe im selben Jahr an den EC Novo Hamburgo blieb ohne Einsätze. 2014 spielte er wieder mit Figu und gewann im Frühjahr die Staatsmeisterschaft von Santa Catarina. Zum Start des Ligabetriebes lief er zunächst für seinen Heimatklub auf, wurde dann aber im laufenden Wettbewerb an den Ligakonkurrenten Grêmio FBPA ausgeliehen. Noch in der Saison kehrte er, mit nur einem Einsatz für Grêmio, zu Figueirense zurück.
Das Tor in einem offiziellen Wettbewerb gelang dem Spieler 2015 im Copa do Brasil. Am 14. Mai 2015 erzielte er im Spiel gegen den Avaí FC in der 14. Minute den Treffer zum 2:0-Entstand. Im Ligabetrieb traf er in der Série A 2015 das erste Mal ins Netz. Im Spiel gegen den Cruzeiro EC erzielte er in der 66. Minute den einzigen Treffer seiner Mannschaft bei der 5:1-Niederlage.
Ende Dezember 2016 wurde ein weiteres Leihgeschäft mit dem Spieler bekannt. Marquinhos Pedroso wurde bis Mai 2018 in die Türkei an den Gaziantepspor ausgeliehen. Nachdem es mit dem Klub zu Schwierigkeiten mit den Gehaltszahlungen gekommen war, wurde der Kontrakt vorzeitig beendet und Pedroso wurde nach Ungarn an Ferencváros Budapest für ein Jahr ausgeliehen. Mit dem Ende der Leihe endete auch der Kontrakt mit Figueirense. Pedroso wechselte ablösefrei in die USA zum FC Dallas. Sein erstes Spiel in der Major League Soccer betritt Marquinhos Pedroso in der Saison 2018 am 29. Juli 2018 im Auswärtsspiel gegen Sporting Kansas City. In dem Spiel stand er in der Startelf.
Nachdem er in die Saison 2019 zunächst noch mit Dallas gestartet war, wechselte er im Mai des Jahres zum Ligakonkurrenten D.C. United. Nach nur vier Einsätzen in der Meisterschaft gab der Klub nach der Saison bekannt, ihn für die Major League Soccer 2020 nicht mehr zu verpflichten. Marquinhos Pedroso verließ die USA. Er wurde im August 2020 vom Botew Plowdiw aus Bulgarien verpflichtet.
Im März 2021 wurde seine Verpflichtung durch den rumänischen Klub FC Viitorul Constanța bekannt. Der Vertrag erhielt eine Laufzeit bis zum Saisonende der Liga 1 2020/21 und enthielt eine Option um die Verlängerung um ein Jahr. Die Option wurde nicht gezogen, nachdem der Klub sich mit dem Farul Constanța vereinigte. Im Juli 2021 gab der lettische Klub FK Liepāja seine Verpflichtung bekannt. Dort kam er in den folgenden zwei Spielzeiten in 30 Pflichtspielen zum Einsatz, darunter eine Partie in der UEFA-Europa-Conference-League-Qualifikation 2021/22 bei ZSKA Sofia (0:0)
Am 30. Januar 2023 wechselte Pedroso dann weiter zum CS Mioveni in die rumänische Zweite Liga. Nach Beendigung der Saison 2022/23 ging er zurück in seine Heimat, wo er den Rest des Jahres noch für Vila Nova FC vier Einsätze in der Série B 2023 bestritt. Zum Saisonstart 2024 wechselte der Spieler zu Associação Portuguesa de Desportos und Anfang Mai dann weiter zu América FC (RN). In dem Jahr trat er noch im Staatspokal von Santa Catarina für Clube Náutico Marcílio Dias an.

## Erfolge
Figueirense
- Staatsmeisterschaft von Santa Catarina: 2014, 2015